# Voro
 Ovo je glavno značenje pojma Voro. Za druga značenja pogledajte Võro.
Salvador González Marco, zvan Voro (Valencia, 9. listopada 1963.) je bivši španjolski nogometaš.
Tijekom svoje klupske karijere, Voro je igrao na poziciji braniča. Igrao je za Valenciju B (1983. – 1984.), CD Tenerife (1984. – 1985., posudba), Valenciju CF (1985. – 1993.), Deportivo La Coruñu (1993. – 1996.) i CD Logroñés (1996. – 1999.). Odigrao je 9 nastupa za Španjolsku nogometnu vrstu, te je bio član momčadi koja je sudjelovala na Svjetskom prvenstvu 1994 godine. 
Dana 21. travnja 2008. godine, Voro postaje trener svoje bivše momčadi Valencije, nakon otkaza Ronaldu Koemanu. Međutim, nakon osvajanja Španjolskog kupa 2008. godine, na klupi ga je zamijenio Unai Emery.

## Vanjske poveznice
- Statistika na Liga de Fútbol Profesional (šp.)
- Reprezentacija  Arhivirana inačica izvorne stranice od 19. travnja 2012. (Wayback Machine) (šp.)